# خرسلوت
گرسلوت (به هلندی: Gersloot) یک منطقهٔ مسکونی در هلند است که در هیرن‌فین واقع شده‌است. گرسلوت ۳۰۰ نفر جمعیت دارد.